# 레알 솔트레이크

레알 솔트레이크(Real Salt Lake)는 메이저 리그 사커에 소속된 미국의 프로축구단으로 유타주 솔트레이크시티를 연고지로 하고 있다. 홈구장은 축구 전용 경기장인 아메리카 퍼스트 필드이며 유타주 샌디에 위치해 있다.

## 역사
2004년에 창단하였으며 클럽 명칭에서 "Real"은 "진짜의, 현실적인, 실제의, 진정한, 진실된, 실제로 존재하는, 정말, 아주"를 뜻하는 영어 단어인 "리얼"이 아니라 레알 마드리드, 레알 베티스, 레알 소시에다드와 같이 스페인의 축구 클럽에 사용되는 스페인어 단어인 "레알"("왕의, 왕실의, 왕립"이라는 뜻)이기 때문에 발음에 유의하여야 한다.
2009 MLS컵 우승을 차지하였으며 2010-11 CONCACAF 챔피언스리그에서 준우승을 차지했다.

## 우승 기록
- MLS컵 (1회): 2009

## 선수단

### 현재 소속 선수 명단
참고: FIFA 자격 규정에 따라 소속된 국가대표팀 국기를 표시합니다. 선수는 복수의 FIFA 비회원국 국적을 가지고 있을 수 있습니다.
| 번호 | 포지션 | 국적         | 이름      |
| ---- | ------ | ------------ | --------- |
| 21   | FW     | 코트디부아르 | 악셀 케이 |
| 25   | MF     | 잉글랜드     | 맷 크룩스 |

| 번호 | 포지션 | 국적 | 이름 |
| ---- | ------ | ---- | ---- |

## 역대 감독
| 감독            | 임기        |
| --------------- | ----------- |
| 제이슨 크라이스 | 2007 ~ 2013 |

## 홈경기장
| 경기장                   | 사용기간      | 장소                  | 팀명            | 비고 |
| ------------------------ | ------------- | --------------------- | --------------- | ---- |
| 라이스-에클레스 스타디움 | 2005년~2008년 | 유타주 솔트레이크시티 | 레알 솔트레이크 | 빈칸 |
| 리오 틴토 스타디움       | 2008년~현재   | 유타주 샌디           | 레알 솔트레이크 | 빈칸 |

## 유나이티드 사커 리그제휴팀
- 레알 모나크스 SLC (샌디, 유타)